# Стадион Бајрам Алију
Стадион Бајрам Алију (алб. Stadiumi Bajram Aliu) вишенаменски је стадион у Србици. Тренутно се углавном користи за фудбалске утакмице, а дом је клуба Дреница. Има капацитет од 9.000 седишта. Изграђен је пре рата на Косову и Метохији.
Након 25-годишњег покушаја да се придружи УЕФА-и, Република Косово се званично придидружила 2016. године, што је отворило преко потребно финансијско спонзорство које ће бити уложено у реновирање и рестаурацију постојећих фудбалских објеката на овој територији.